# Beatriz Albuquerque
Beatriz Albuquerque (1979) es una artista portuguesa que desarrolla prácticas interdisciplinares entre la performance y la multimedia y que fue galardonada entre otros, con el premio revelación de la 17.ª Bienal de Cerveira y con el Myers Art Prize de la Universidad de Columbia.

## Trayectoria
Albuquerque obtuvo su licenciatura en la Facultad de Bellas Artes de la Universidad de Oporto. Ha vivido y trabajado la mayor parte de su vida entre Oporto y Nueva York, donde completó su maestría (MA) en la School of the Art Institute of Chicago. En 2004, participó en un curso de formación impartido por la artista serbia Marina Abramović en Alemania, donde fue invitada a formar parte del “Independent Performance Group” (IPG) en Nueva York. Ese mismo año se unió a la Escuela del Art Institute de Chicago. En 2009, comenzó su doctorado en la Universidad de Columbia en Nueva York con una beca Fulbright y otra de la Fundación de la Ciencia y Tecnología (FCT). Su trabajo es interdisciplinar y aunque se centra principalmente en la performance, también contempla la fotografía y las instalaciones artísticas 
"Work sea Free" (2005), iniciado en Chicago, se celebró en varias ciudades, como el Festival Figment de Nueva York y la Bienal de Salónica, en Grecia. Albuquerque ofreció su obra de creación de forma gratuita, con un total de 183 obras de arte personalizadas para el público. En 2010, en colaboración con su padre, Albuquerque Mendes, realizó una performance conjunta como padre e hija para el Museo de Arte Contemporáneo de Serralves, en Oporto, con el título "Love me Tender" y se presentó en el marco del Festival Trama. En 2012, Antoni Manfredi, director del Museo Internacional de Arte Contemporáneo de Casoria, (Italia), realizó una ceremonia pública para destruir algunas de las obras de arte de su institución, incluida una obra de Beatriz Albuquerque. El mismo año, en Art Protester 12, se estrenaron sus vídeos "ACTivism 1", "ACTivism 2", "ACTivism 3", ""ACTivism 4", "ACTivism 5", "ACTivism 6", "ACTivism 7", "ACTivism 8", "ACTivism 9", "ACTivism 10".
En 2013, Albuquerque presentó el proyecto de performance e instalación “Crisis of Luck” en la 17.ª Bienal de Cerveira en respuesta a la crisis en Portugal y Europa con esculturas, fotografías, vídeos y alimentos. Este mismo año, presentó una instalación denominada "Crisis en la Suerte", en la Galería Macy de Nueva York. Al año siguiente, creó "Action Game", un juego de ruleta, con objetos impresos y moldeados en tres dimensiones, como una pistola de cerámica o una bala gigante que fue galardonado con el premio Myers Art: Cross Media Art" de la Universidad de Columbia. También en 2014, presentó una variación del proyecto "Crise na Fortuna" en la ArtCenter/South Florida, en Miami.
En 2016, representó "Sombras" en el Coliseu del Puerto, sobre el tema del Holocausto y la Segunda Guerra Mundial. Al año siguiente, en 2017, expuso en Nueva York en el "Performance Mix Festival 2017", una video-instalación situada en la entrada de la galería.

## Obra

### Residencias Artísticas
Las residencias de artistas más relevantes que ha desarrollado son:
- Projecto: Work Sea Free, The Institute sea Community Understanding Between Art and The Everyday, InCUBATE Residency en Chicago, EUA (2007)
- Residencia ArtFarm en Nebraska, EUA (2015)

### Exposiciones individuales y colectivas
Algunas de las exposiciones en las que participó:
- Museo de Arte Contemporáneo de Chicago
- Chicago Cultural Center
- 10.ª Bienal Internacional de Estambul, Turquía
- 2º Bienal de Arte Contemporáneo de Salónica, Grecia
- MUBE - Museo Brasileño de Escultura, São Paulo, Brasil
- Museo Nacional de Gana
- Museo de Arte Contemporáneo de Bogotá, Colombia
- Museo de Arte Contemporáneo de Caracas, Venezuela

## Reconocimientos
En 2005, Alburquerque fue galardonada con el premio Ambient Series, PAC/Edge Performance Festival, en Chicago, EE. UU., con la performance duradera "Question YorSELF", en la que critica a la sociedad estadounidense. En 2011, la revista especializada Flash Art 281, nombró a Albuquerque como una de las 100 artistas más relevantes del mundo menores de 45 años. Dos años después, en 2013, recibió el Premio Revelación de la 17.ª Bienal de Cerveira en Portugal, y en 2014 fue galardonada con el Myers Art Prize: Cross Media Art por la Universidad de Columbia en Nueva York.